# Zespół Dresslera
Zespół Dresslera (syn. zespół pozawałowy Dresslera, ang. Dressler's syndrome) – zapalenie osierdzia lub zapalenie opłucnej, którym towarzyszy gorączka i złe samopoczucie. Często chory ma niedokrwistość ze znacznie zwiększonym OB. Jest spotykany jako powikłanie po zawale mięśnia sercowego.
Niekiedy jako zespół Dresslera opisywany jest też tzw. zespół po kardiotomii występujący po operacji na otwartym sercu. Zespół Dresslera ujawnia się najczęściej w 1-2 tygodniu po zawale serca. Jest to późne powikłanie pozawałowe i należy je odróżnić od wczesnego pozawałowego zapalenia osierdzia występującego od kilka godzin do 4 dni po zawale serca.